# La Selle-la-Forge
La Selle-la-Forge és un municipi francès situat al departament de l'Orne i a la regió de Normandia. L'any 2007 tenia 1.292 habitants.

## Demografia

### Població
El 2007 la població de fet de La Selle-la-Forge era de 1.292 persones. Hi havia 514 famílies de les quals 104 eren unipersonals (40 homes vivint sols i 64 dones vivint soles), 201 parelles sense fills, 173 parelles amb fills i 36 famílies monoparentals amb fills.
La població ha evolucionat segons el següent gràfic:
Habitants censats

### Habitatges
El 2007 hi havia 549 habitatges, 516 eren l'habitatge principal de la família, 8 eren segones residències i 24 estaven desocupats. 544 eren cases i 4 eren apartaments. Dels 516 habitatges principals, 450 estaven ocupats pels seus propietaris, 63 estaven llogats i ocupats pels llogaters i 3 estaven cedits a títol gratuït; 7 tenien una cambra, 31 en tenien dues, 71 en tenien tres, 174 en tenien quatre i 233 en tenien cinc o més. 404 habitatges disposaven pel capbaix d'una plaça de pàrquing. A 199 habitatges hi havia un automòbil i a 277 n'hi havia dos o més.

### Piràmide de població
La piràmide de població per edats i sexe el 2009 era:
| Homes | Edats   | Dones |
| ----- | ------- | ----- |
| 0     | 95 o +  | 0     |
| 0     | 90 a 94 | 4     |
| 0     | 85 a 89 | 4     |
| 8     | 80 a 84 | 4     |
| 16    | 75 a 79 | 32    |
| 36    | 70 a 74 | 48    |
| 48    | 65 a 69 | 32    |
| 36    | 60 a 64 | 36    |
| 40    | 55 a 59 | 44    |
| 60    | 50 a 54 | 48    |
| 60    | 45 a 49 | 64    |
| 48    | 40 a 44 | 40    |
| 32    | 35 a 39 | 64    |
| 32    | 30 a 34 | 12    |
| 28    | 25 a 29 | 44    |
| 36    | 20 a 24 | 36    |
| 60    | 15 a 19 | 44    |
| 40    | 10 a 14 | 32    |
| 36    | 5 a 9   | 32    |
| 24    | 0 a 4   | 28    |

## Economia
El 2007 la població en edat de treballar era de 802 persones, 589 eren actives i 213 eren inactives. De les 589 persones actives 544 estaven ocupades (286 homes i 258 dones) i 45 estaven aturades (20 homes i 25 dones). De les 213 persones inactives 96 estaven jubilades, 61 estaven estudiant i 56 estaven classificades com a «altres inactius».

### Ingressos
El 2009 a La Selle-la-Forge hi havia 530 unitats fiscals que integraven 1.343,5 persones, la mediana anual d'ingressos fiscals per persona era de 18.426 €.

### Activitats econòmiques
Dels 37 establiments que hi havia el 2007, 1 era d'una empresa alimentària, 1 d'una empresa de fabricació de material elèctric, 2 d'empreses de fabricació d'altres productes industrials, 11 d'empreses de construcció, 9 d'empreses de comerç i reparació d'automòbils, 2 d'empreses de transport, 2 d'empreses financeres, 1 d'una empresa immobiliària, 4 d'empreses de serveis, 2 d'entitats de l'administració pública i 2 d'empreses classificades com a «altres activitats de serveis».
Dels 12 establiments de servei als particulars que hi havia el 2009, 1 era un taller de reparació d'automòbils i de material agrícola, 3 paletes, 2 guixaires pintors, 2 fusteries, 1 lampisteria, 2 electricistes i 1 perruqueria.
L'any 2000 a La Selle-la-Forge hi havia 11 explotacions agrícoles que ocupaven un total de 378 hectàrees.

## Equipaments sanitaris i escolars
El 2009 hi havia una escola elemental.

## Poblacions més properes
El següent diagrama mostra les poblacions més properes.